# Michael Schetsche
Michael Schetsche (* 1956) ist ein deutscher Soziologe und Politologe. Er ist außerplanmäßiger Professor am Institut für Soziologie der Albert-Ludwigs-Universität Freiburg sowie Forschungskoordinator am Freiburger Institut für Grenzgebiete der Psychologie und Psychohygiene (IGPP). Seine Forschungsschwerpunkte liegen im Bereich der Wissens- und Mediensoziologie, der Kultursoziologie und der Kulturanthropologie. Ferner befasst er sich mit Futurologie, Xenologie und Exosoziologie.

## Werdegang
Schetsche studierte Politikwissenschaft an der Freien Universität Berlin. An der Universität Bremen promovierte er und habilitierte sich im Fachgebiet Soziologie. Anschließend lehrte er zunächst als Privatdozent für Soziologie an der Universität Bremen, bevor er an das Institut für Soziologie der Universität Freiburg wechselte. Seit Mai 2002 ist er Abteilungsleiter am Institut für Grenzgebiete der Psychologie und Psychohygiene (IGPP).

## Positionen
In den Medien trat Schetsche seit 2015 vermehrt durch seine Arbeiten im Bereich der Exosoziologie in Erscheinung. Er vertritt die Ansicht, dass intelligentes außerirdisches Leben existiert und hält es für wahrscheinlich, dass es in der Zukunft mit Menschen zusammentreffen wird. Für die Menschheit sei dies vor allem ein Risiko, auch wegen eines dabei zu erwartenden Kulturschocks.

## Publikationen (Auswahl)
Monografien als Autor:
- Die Karriere sozialer Probleme. Verlag Walter de Gruyter, 1996, ISBN 978-3-486-78954-6.
- Wissenssoziologie sozialer Probleme. Grundlegung einer relativistischen Problemtheorie. VS Verlag für Sozialwissenschaften, 2000, ISBN 978-3-531-13504-5.
- Empirische Analyse sozialer Probleme: Das wissenssoziologische Programm. Springer-Verlag, 2013, ISBN 978-3-658-02280-8.
- Mit Andreas Anton: Die Gesellschaft der Außerirdischen. Einführung in die Exosoziologie. Springer VS, Wiesbaden 2019, ISBN 978-3-658-21864-5.
- Panorama des Unsichtbaren. Beiträge zu einer Wissenssoziologie des Verborgenen. Logos Verlag Berlin, 2019, ISBN 978-3-8325-4828-5.
- mit Andreas Anton: Sie sind da. Wie der Erstkontakt mit Aliens unsere Gesellschaft verändern könnte – Ein Gedankenexperiment. Komplett-Media, München 2020, ISBN 978-3-8312-0550-9.

Als Herausgeber:
- Mit Kai Lehmann: Die Google-Gesellschaft. Vom digitalen Wandel des Wissens. Transcript Verlag. 2005.
- Mit Martin Engelbrecht: Von Menschen und Außerirdischen: Transterrestrische Begegnungen im Spiegel der Kulturwissenschaft. Transcript Verlag, 2008, ISBN 978-3-8394-0855-1.
- Mit Renate-Berenike Schmidt: Sexuelle Verwahrlosung: Empirische Befunde – Gesellschaftliche Diskurse – Sozialethische Reflexionen. Springer-Verlag, 2010., ISBN 978-3-531-92477-9.
- Mit Andreas Anton: Diesseits der Denkverbote. Bausteine für eine reflexive UFO-Forschung (Schriftenreihe Perspektiven der Anomalistik 2), Berlin/Münster (LIT-Verlag) 2013, ISBN 978-3-643-12039-7
- Mit Andreas Anton und Michael K. Walter: Konspiration: Soziologie des Verschwörungsdenkens. Springer-Verlag, 2013, ISBN 978-3-531-19323-6.
- Mit Renate-Berenike Schmidt: Rausch – Trance – Ekstase. Zur Kultur psychischer Ausnahmezustände. Transcript Verlag. 2016.
- Mit Ina Schmied-Knittel: Heterodoxie: Konzepte, Traditionen, Figuren der Abweichung. Herbert von Halem Verlag, 2018, ISBN 978-3-7445-1113-1.